# Grapsus grapsus
Grapsus grapsus — один із найпоширеніших видів краба, що мешкає вздовж західного американського узбережжя.

## Поширення
Grapsus grapsus мешкає вздовж тихоокеанського узбережжя Мексики, Центральної Америки, Південної Америки та на довколишніх островах, зокрема на Галапагоських. Він також поширений уздовж атлантичного узбережжя Південної Америки, але у східній частині Атлантичного океану (Острів Вознесіння та Західна Африка) його витіснив представник того самого роду Grapsus adscensionis. 

## Опис
Grapsus grapsus — краб типової форми, з п'ятьма парами ніг. Молоді особини мають чорний або темно-брунатний колір, що дає змогу добре маскуватися на чорних лавових берегах вулканічних островів. Дорослі особини цілком різні за кольором.

## Таксономія
Grapsus grapsus уперше був описаний Карлом Ліннеєм у 1758 році в десятому виданні Системи природи як «Cancer grapsus».
Види Grapsus grapsus та G. adscensionis залишалися нерозмежованими до 1990 року. Останній вид було виявлено у східній частині Атлантики, тоді як перший — ні.

## Екологія та поведінка
Цей краб мешкає серед скель на часто неспокійних, вітряних берегах, трохи вище межі морських бризок. Здебільшого живиться водоростями, іноді іншими рослинами або мертвими тваринами. Це рухливий та спритний краб, якого важко впіймати. Його розглядають як не дуже їстівного для людей. Однак рибалки використовують краба як наживку.   
Було зафіксовано випадки симбіозу, коли G. grapsus на Галапагоських островах вичищав морську ігуану від кліщів. 
Екземпляри Grapsus grapsus під час подорожі на бригу HMS Beagle зібрав Чарлз Дарвін.

## Галерея

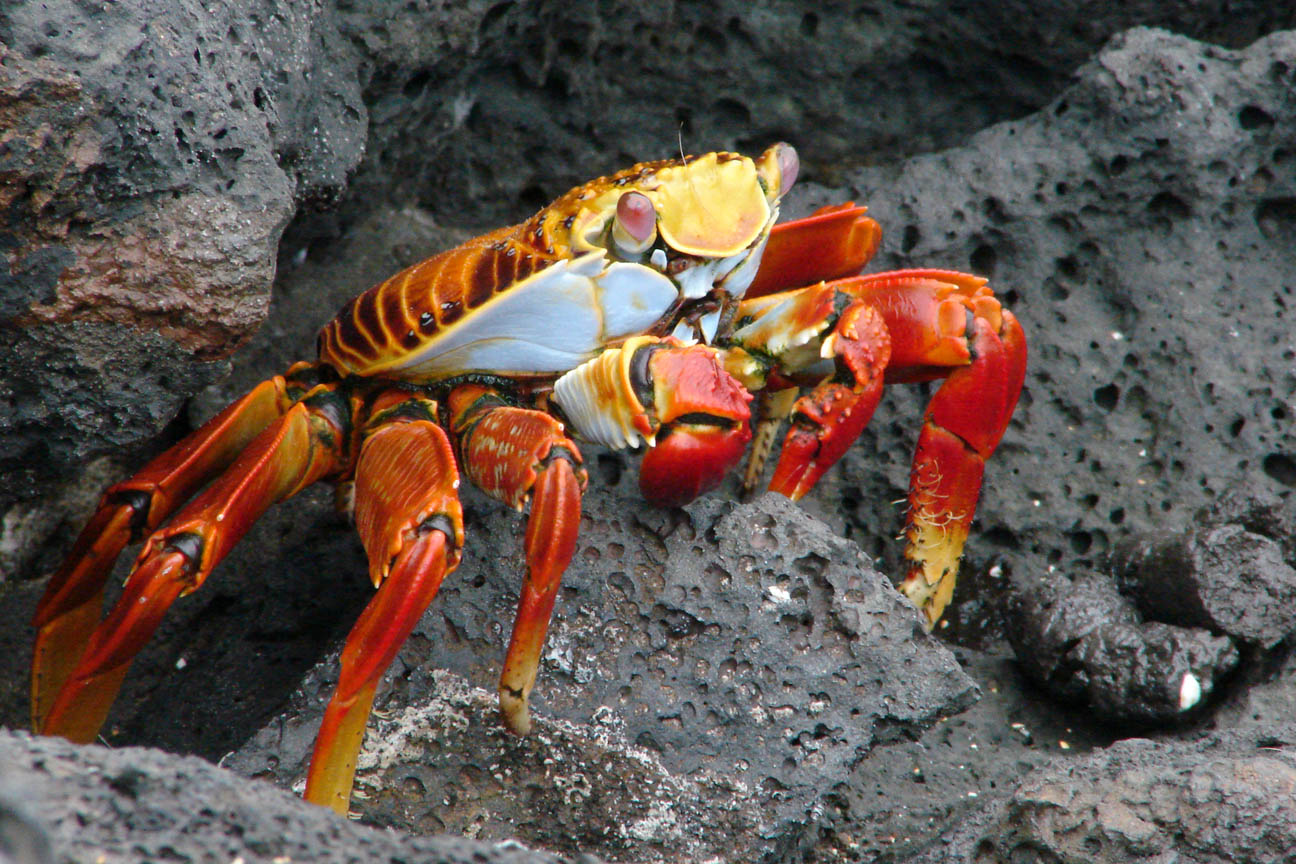
Краб на Галапагоських островах
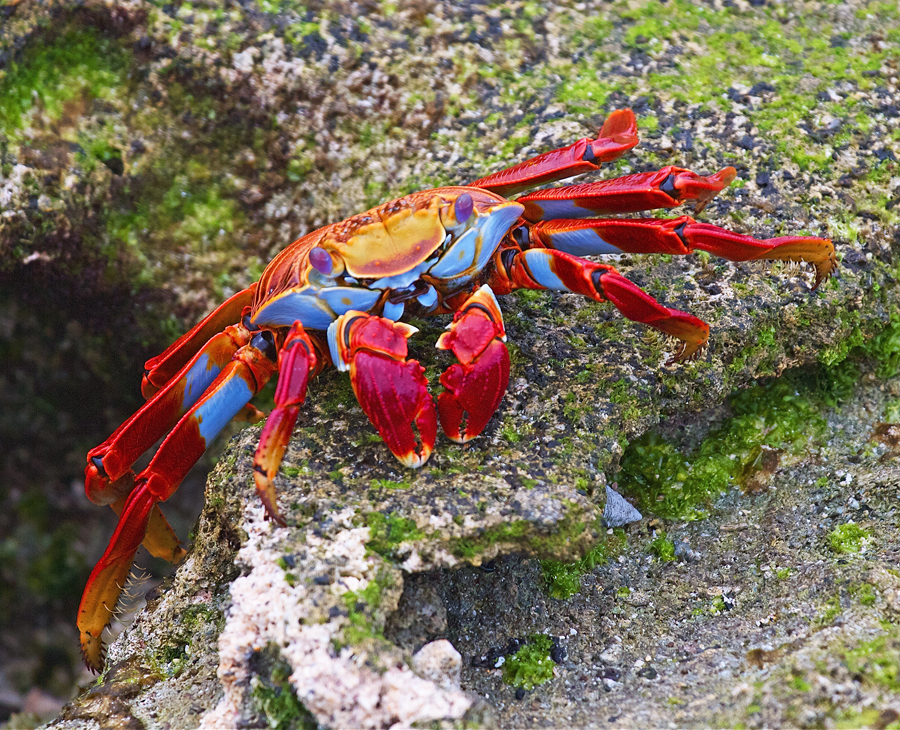
Фотографія краба на острові Санта-Крус, Галапагоси
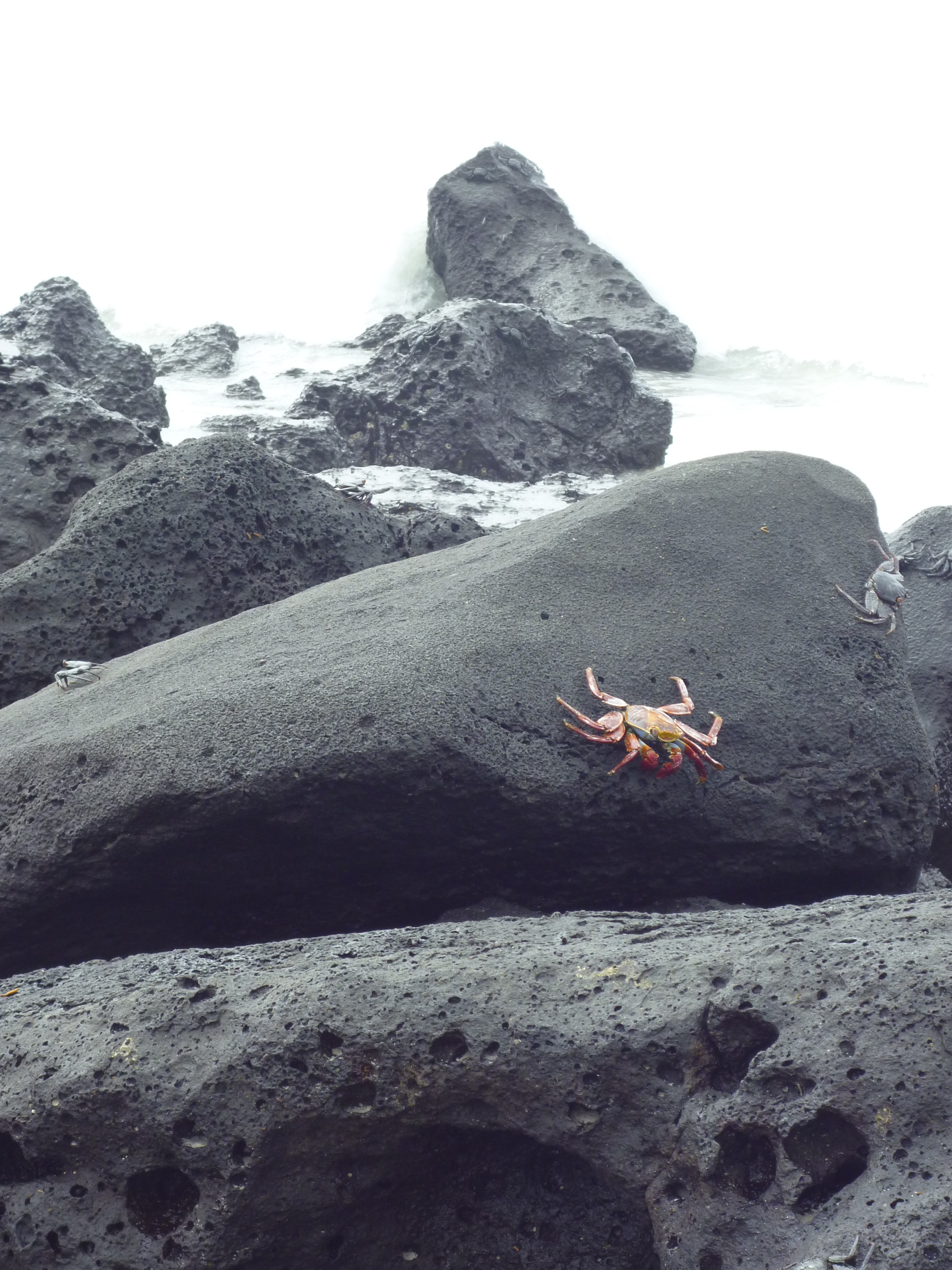
Краб на лавовій скелі
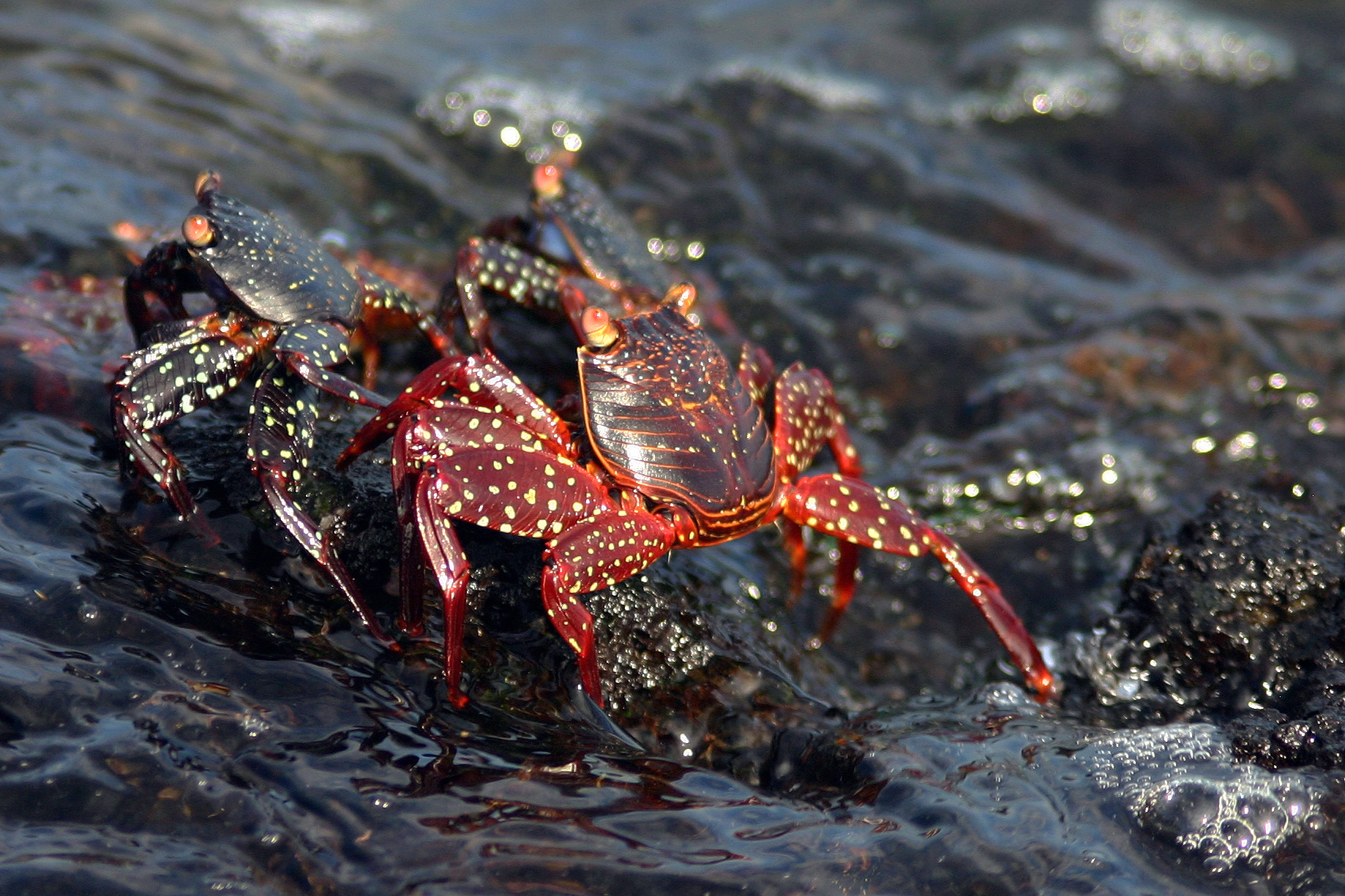
Молоді особини